# Manfred Eckelt
Manfred Eckelt (* 13. Januar 1947 in Großenhain) ist ein deutscher Maler und Grafiker.

## Leben und Werk
Eckelt besuchte in Großenhain die Goethe-Schule, absolvierte bis 1965 eine Lehre als Dekorationsmaler und war danach Volontär im Malsaal des Staatstheaters Dresden. Daneben machte er bis 1967 bei Gerhard David, Rolf Krause und Karl-Erich Schaefer an der Hochschule für Bildende Künste Dresden (HfBK) ein Abendstudium.
Von 1967 bis 1969 leistete Eckelt Grundwehrdienst in der NVA. Von 1969 bis 1972 studierte er an der Dresdner Fachschule für Theatermalerei. Danach war er kurze Zeit Kulturreferent beim Rat der Stadt Dresden. Von 1973 bis 1978 studierte er bei Gerhard Kettner und Franz Tippel an der HfBK. Seit dem Abschluss als Diplom-Maler/Grafiker ist er in Dresden als Künstler freischaffend tätig. Er hatte Verträge mit dem Kombinat Pentacon Dresden und mit der Stadt Grossenhain und erhielt Aufträge u. a. auch von der SED. Einige dieser Bilder befinden sich im Bestand des Sächsischen Kunstfonds.
Ein weiteres wichtiges Arbeitsgebiet Eckelts waren baugebundene Arbeiten wie Wandbilder, Entwürfe für Wandfriese und Glasbetonfenster, neben Dresden u. a. auch in Großenhain, Kalkreuth und Jena. Von diesen Werken wurden einige nach der deutschen Wiedervereinigung im Rahmen von Bauarbeiten zerstört.
Von 1980 bis 1990 war Eckelt Honorardozent in der Sektion Architektur der TU Dresden.
Eckelt unternahm Reisen in die UdSSR, die CSSR und nach Bulgarien, wo er jeweils auch Ausstellungen hatte.
Nach der deutschen Wiedervereinigung gründete er ein Design-Studio und übernahm Aufträge für Werbezwecke. In seinem Haus in Dresden-Pappritz betrieb er ab 1995 eine Kunstschule. Er war Künstlerischer Leiter der Soziokulturellen Kunstgruppe im Elbhangtreff Alte Schule Niederpoyritz.
Neben Motiven aus Dresden und Umgebung nahm er nun auch biblische Themen zum Vorwurf für seine Bilder, u. a. in einem Gemäldezyklus Das Alte Testament. Dazu schuf er „großformatige, farbintensive Gemälde, auf denen in moderner gegenständlicher Formenwelt Themen aus dem Alten und dem Neuen Testament symbolisch aufgegriffen und gleichermaßen aktuell wie subjektiv gedeutet werden.“ Das Bild Bathseba wurde 2015 aus der Ausstellung „Anklagen oder verzeihen“ in der Stadtkirche St. Jakobi Chemnitz als anstößig entfernt.
Eckelt war ab 1969 mit Karin geb. Mitschke († 1984) und ist seit 1986 mit der Diplom-Psychologin Barbara geb. Schönfeld verheiratet.

## Mitgliedschaften
- bis 1990: Verband Bildender Künstler der DDR
- ab 1990: Neuer Sächsischer Kunstverein

## Werkbeispiele
- Genossin Reichenauer (um 1980, Öl auf Leinwand, 80 × 60 cm; Sächsischer Kunstfonds, Inv.-Nr. 200/80)[4]
- Offiziersfamilie (1985, Öl, 140 × 100 cm; Auftrag des Ministeriums für Kultur)
- Porträt Grete Walter (1988, Öl auf Hartfaser, 79,5 × 59,8 cm; Museum Alte Lateinschule Großenhain)[5]

## Ausstellungen (unvollständig)

### Einzelausstellungen
- 2011: Döbeln, ost-west-forum Gut Gödelitz („Die Bibel-eine Wurzel des Humanismus.“)[6]

### Teilnahme an zentralen und wichtigen regionalen Ausstellungen in der DDR
- 1979: Dresden, Bezirkskunstausstellung
- 1985: Dresden, Albertinum („Bekenntnis und Verpflichtung“)
- 1986: Cottbus, Staatliche Kunstsammlungen („Soldaten des Volkes – dem Frieden verpflichtet. Kunstausstellung zum 30. Jahrestag der Nationalen Volksarmee“)